# 库尔朗
库尔朗（法語：Courlans，法語發音：[kuʁlɑ̃]）是法国汝拉省的一个市镇，位于该省西部，属于隆斯勒索涅区。

## 地理
库尔朗（46°40'30"N, 5°29'47"E）面积6.16 平方千米，位于法国勃艮第-弗朗什-孔泰大區汝拉省，该省份为法国东部内陆省份，北起上索恩省，西北接科多尔省，西临索恩-卢瓦尔省，南至安省，东与杜省和瑞士接壤。
与库尔朗接壤的市镇（或旧市镇、城区）包括：拉尔诺、索尔讷河畔梅西亚、希伊勒维尼奥布勒、库尔拉乌、方丹布吕、蒙莫罗。

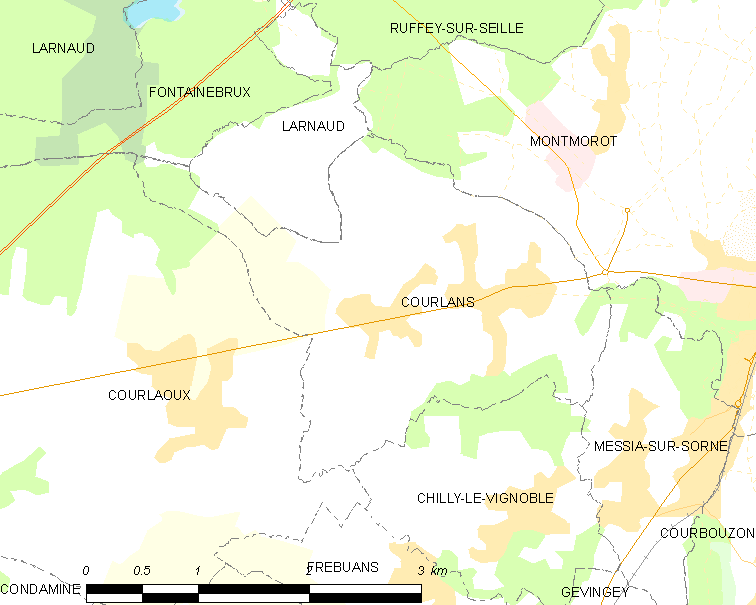
库尔朗的OSM定位图

库尔朗的时区为UTC+01:00、UTC+02:00（夏令时）。

## 行政
库尔朗的邮政编码为39570，INSEE市镇编码为39170。

## 政治
库尔朗所属的省级选区为隆斯勒索涅第一县。

## 人口

1962-2008年间库尔朗人口变化图示

库尔朗于2022年1月1日时的人口数量为922人。